# Tarachodes betakarschi
Tarachodes betakarschi är en bönsyrseart som beskrevs av Daniel Otte och Spearman 2004. Tarachodes betakarschi ingår i släktet Tarachodes och familjen Tarachodidae. Inga underarter finns listade i Catalogue of Life.